# 蒙日圆

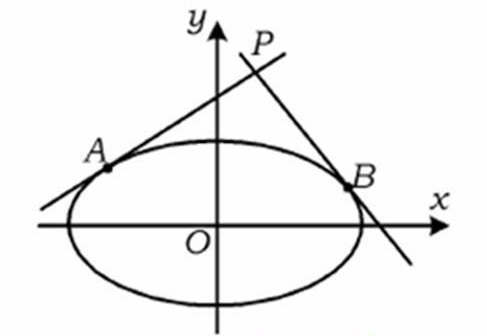

法國數學家加斯帕爾·蒙日發現：與橢圓{\displaystyle {\frac {x^{2}}{a^{2}}}+{\frac {y^{2}}{b^{2}}}=1}相切的兩條垂直切線的交點的軌跡方程是{\displaystyle x^{2}+y^{2}=a^{2}+b^{2}}。这一结论被称为蒙日圆。

## 證明
設{\displaystyle F_{1},F_{2}}分別為橢圓的左右焦點，焦距為{\displaystyle c}。設點{\displaystyle M,N}分別為點{\displaystyle F_{1}}關於{\displaystyle PA}，{\displaystyle F_{2}}關於{\displaystyle PB}的對稱點。由橢圓的光學性質知{\displaystyle F_{2}}，{\displaystyle A}，{\displaystyle M}及{\displaystyle F_{1}}，{\displaystyle B}，{\displaystyle N}分別三點共線，由橢圓定義有{\displaystyle MF_{2}=NF_{1}=2a}。設{\displaystyle F_{1}M}交直線{\displaystyle PA}于點{\displaystyle Q}，{\displaystyle F_{2}N}交直線{\displaystyle PB}於點{\displaystyle S}，分別延長{\displaystyle MF_{1}}，{\displaystyle NF_{2}}交於點{\displaystyle R}，則{\displaystyle OQ={\frac {1}{2}}MF_{2}={\frac {1}{2}}NF_{1}=OS=a}，{\displaystyle OR={\frac {1}{2}}F_{1}F_{2}=c}。在矩形{\displaystyle PQRS}中，由平面幾何知識易知{\displaystyle OP^{2}+OR^{2}=OQ^{2}+OS^{2}}，於是{\displaystyle OP^{2}=OQ^{2}+OS^{2}-OR^{2}=a^{2}+b^{2}}。

## 在雙曲線中的結論
與雙曲線{\displaystyle {\frac {x^{2}}{a^{2}}}-{\frac {y^{2}}{b^{2}}}=1(a>b>0)}相切的兩條垂直切線的交點的軌跡方程是{\displaystyle x^{2}+y^{2}=a^{2}-b^{2}}。

## 在拋物線中的結論
與拋物線{\displaystyle y^{2}=2px(p>0)}相切的兩條垂直切線的交點的軌跡方程是{\displaystyle x=-{\frac {p}{2}}}(可以看成是半徑無窮大的圓)。